# Liste des seigneurs de Blain
 (novembre 2009).
 (mars 2024).
Si vous disposez d'ouvrages ou d'articles de référence ou si vous connaissez des sites web de qualité traitant du thème abordé ici, merci de compléter l'article en donnant les références utiles à sa vérifiabilité et en les liant à la section « Notes et références ».
La liste des seigneurs de Blain, ville située en Bretagne jusqu'en 1789, aujourd'hui dans le département français de la Loire-Atlantique en région Pays de la Loire, à environ 35 km au nord de Nantes, ne peut être renseignée nominativement qu'à partir du début du XIIe siècle.
Les représentants de la maison de Blain, descendants d'un certain Guégon, sont mal connus. Dès 1236, la maison de Clisson prend le contrôle de la seigneurie de Blain à la suite du mariage d'Hervé de Blain avec la veuve de Guillaume de Clisson, Constance de Pontchâteau. La maison de Blain ne s'éteint pourtant qu'au XIVe siècle, après quoi la seigneurie de Blain échoit à la maison de Volvire, mal connue elle aussi, toujours sous le contrôle de la maison de Clisson.
Blain passe à la maison de Rohan en 1448, à la mort de Béatrix de Clisson, fille du connétable Olivier V, mariée avec Alain VIII de Rohan, puis successivement à la maison de Rohan-Gié et à la maison de Rohan-Chabot (1684).
Durant la Révolution française, après l'abolition du système seigneurial et de la féodalité (4 août 1789), la famille de Rohan-Chabot conserve la propriété de la partie appelée réserve seigneuriale, incluant le château. À partir de 1802, ce domaine est revendu à plusieurs reprises, notamment à Marie Bonaparte qui le détient de 1918 à 1950. Plus récemment, la commune de Blain en a racheté les parties classées.

## Prélude: Blain de l'époque franque auXIesiècle
Il existe à Blain une forteresse remontant peut-être à l'époque des royaumes francs. Lorsque le chef breton Erispoë, fils de Nominoë, maître de Vannes et des territoires plus à l'ouest et au nord, s'empare des comtés de Nantes et de Rennes et se fait reconnaître comme roi de Bretagne en 851 par le roi de Francie occidentale Charles II (traité d'Angers), Blain tombe au pouvoir de Bretons non connus nominativement.
Ce n'est qu'au début du XIIe siècle qu'on dispose d'un premier nom, un certain Guégon, mais la chronologie est encore lacunaire. La maison de Blain serait issue de ce Guégon.

## Maisons de Blain et de Clisson

### Maison de Blain (XIIesiècle-débutXIIIesiècle)
- 1110 - 1120 : une notice du fonds de Marmoutier mentionne la présence de Guégon de Blain dans l’entourage d'Alain Fergent[1], duc de Bretagne, qui semble être à l'origine de la construction du château de Blain.
- 1148 : une notice du cartulaire de l'abbaye de Redon mentionne un certain Inisan de Blain[1].
- 1180 : Eustachie de Retz possède en douaire la châtellenie de Blain[2].

Armes d'Hervé Ier

- Hervé Ier, né vers 1195 et mort en 1236[3], probablement un descendant de Guégon, épouse en 1225, Constance de Pontchâteau (vers 1190-1244), héritière Eudon de Pontchâteau[4], veuve de Guillaume de Clisson (vers 1175-1225) dont elle a eu un fils, Olivier (Olivier Ier de Clisson, dit Olivier le Vieil)
- Eudon du Pont (après 1225-?), fils d'Hervé de Blain et de Constance de Pontchâteau

Armes d'Eudon du Pont

- Guillaume de Fresnay (après 1225-?), fils d'Hervé de Blain et de Constance de Pontchâteau

### Maison de Clisson (à partir de 1236)
Après la mort d'Hervé Ier (1236), Eudon et Guillaume, âgés de 10 ans au plus, subissent la domination de leur demi-frère Olivier, qui a 31 ans environ, sous l'égide de Constance, leur mère à tous trois.

Armes d'Olivier V de Clisson, De gueules au lion d'argent armé lampassé et couronné d'or.

Olivier de Clisson avait reçu en héritage le château de Blain et quelques terres en la châtellenie de Fresnay ; mais il se plaignait amèrement de n'avoir pas été mis en possession de « certains usages » dans la forêt du Pont. Il regardait ses frères comme des ennemis et leur créait toutes sortes d'ennuis. Ce différend ne cessa que lorsque Olivier le Vieil perdit le gouvernement de sa maison pour le passer aux mains de son fils Olivier le Jeune. Celui-ci fit un arrangement avec ses oncles, relativement à la forêt du Pont, cause du litige, arrangement ratifié à Nantes en l'année 1265.[réf. nécessaire]

#### Avant la guerre de Cent Ans
- 1236-1262 : Olivier Ier de Clisson, dit « le Vieil » (vers 1205-1262), seigneur de Clisson, époux de Plaisou de la Roche-Derrien, qui lui donne un fils, aussi appelé Olivier, seigneur de Clisson dès 1225, à la mort de son père.
- 1262-vers 1307 : Olivier II de Clisson, dit « le Jeune » (vers 1236-vers 1307), seigneur de Clisson, seigneur de Blain, fils d'Olivier Ier,
marié à Jeanne Bertrand, fille de Guillaume Bertrand, seigneur de Thury.
- vers 1307-1343 : Olivier III de Clisson (vers 1264-2 août 1343), seigneur de Clisson, seigneur de Blain, fils d'Olivier II ;
marié en 1299 à Isabeau de Craon (1278 - 30 juillet 1350), fille de Maurice VI de Craon, dont :
Amaury Ier, seigneur de La Blandinaye, tué en 1347,
marié à Isabeau, dame de Remefort et de Mortier-Croulle, dont :
Amaury II, seigneur de Remefort,
Isabeau,
mariée à Renaud d'Ancenis, seigneur de Soubs ;
Mahaud,
mariée à Gui de Bauçay, seigneur de Chenecé, puis,
mariée à Savary III de Vivonne, seigneur de Thors.

#### Période de la guerre de Cent Ans
- 1343 : Olivier IV de Clisson (vers 1300-1343), seigneur de Clisson, seigneur de Blain, fils d'Olivier III.

Il est décapité le 9 août 1343 sur ordre du roi de France Philippe VI qui l'accuse d'avoir intrigué avec le roi d'Angleterre Édouard III, qui lui aurait plus ou moins promis de le nommer vice-roi de Bretagne[réf. nécessaire], alors que la guerre franco-anglaise a commencé en 1337 et que Philippe VI soutient Charles de Blois pour devenir duc de Bretagne, origine de la guerre de Succession de Bretagne (1343-1364).
- marié en 1320 à Blanche de Bouville dont :
Jean (qui aura à supporter les malheurs de son père et mourra sans postérité), puis,
marié en 1328 à Jeanne de Belleville qui lui donne cinq enfants :
Maurice,
Guillaume,
Olivier V, le connétable,
Isabeau (morte en 1343), épouse de Jean Ier de Rieux, mère de Jean II de Rieux,
Jeanne, qui épousera Jean Harpedane, seigneur de Montendre ;

### La lignée de Blain auXIVesiècle
Les informations sur les descendants directs d'Hervé Ier sont lacunaires. On a cependant :
- Hervé II (ascendance à préciser).

Il se distingue dans les guerres qui ne cessent d'ensanglanter le pays[réf. nécessaire]. Marié avec Olive de Chabot, il en a quatre enfants : Eon du Pont, sire de Fresnay ; marquise du Pont, mariée plus tard à Jean V, sire de Maure et de Quéhillac ; Anthaise, mariée à Hervé de Volvire ; et Simon qui épousa Aliénor de Montfort.[pas clair]
- Eon, fils ainé d'Hervé II, épouse Marie de Rochefort et ils ont deux fils morts sans postérité : Eon, mort à la bataille de Poitiers (1356) et Hervé, mort à la bataille d'Auray en 1364.
- Simon, fils cadet d'Hervé II, épouse Aliénor de Montfort, mais ils n'ont pas d'enfants.

Avec lui s'achève la branche aînée de la maison de Blain. La succession revint à la famille de Volvire[pas clair], puis à la maison de Clisson.

### Maison de Clisson (de 1343 à 1448)
- 1343-1407 :Olivier V de Clisson (1336-1407), connétable de France (1380), seigneur de Clisson, vicomte de Porhoët, seigneur de Blain, seigneur de Josselin, de Belleville, de Montagu, de la Garnache, d'Yerrick et de Beauvoir ; élevé à la cour d'Édouard III avec Jean de Montfort, futur prétendant au trône ducal de Bretagne ;
marié en 1361 à Catherine de Laval, qui lui donne deux filles : 
Marguerite (1372-1441),
Béatrix (????-1448),
- 1407-1441 Marguerite de Clisson (1372-1441), qui hérite de la châtellenie de Clisson, dame de Châteauceaux, Montfaucon et Palluau,
mariée le 20 janvier 1387 à Jean Ier de Châtillon, fils de Jeanne de Penthièvre, Duchesse de Bretagne,
- 1441-1448 : Béatrix de Clisson (après 1366-1448), vicomtesse de Porhoët et dame de Blain
mariée en 1407 à Alain VIII de Rohan, vicomte de Rohan de 1396 à sa mort en 1429, et par son mariage, vicomte de Porhoët et seigneur de Blain par mariage.

## Maison de Rohan (1448-1684)

Armes des Rohan.

En 1380, le vicomte Alain VIII de Rohan (mort en 1429) épouse Béatrix de Clisson, fille d'Olivier V, dame de Blain, qui meurt en 1448.
- 1448-1462 : Alain IX de Rohan (mort en 1462), fils de Béatrix de Clisson et d'Alain VIII ;
- 1462-1516 : Jean II de Rohan (1452-1516), fils d'Alain IX ;
- 1516-1529 : Anne de Rohan (morte en 1529), fille de Jean II, épouse de Pierre II de Rohan-Gié (mort en 1525 à Pavie), fils du maréchal Pierre Ier de Rohan-Guémené ;
- 1529-après 1552 : René Ier de Rohan-Gié (mort après le 20 octobre 1552), fils d'Anne de Rohan et de Pierre II de Rohan-Gié ;
- après 1552-1586 : René II de Rohan-Gié (mort en 1586), époux de Catherine de Parthenay (morte en 1631), régente de Blain de 1586 à la majorité de son fils Henri II en 1599 ;
- 1586-1639 : Henri II de Rohan-Gié (1579-1639), fils de René II
- 1639-1684 : Marguerite de Rohan-Gié (morte en 1684), épouse en 1645 de Henri Chabot

## Maison de Rohan-Chabot (1684-1789)

Armes des Rohan-Chabot.

- Henri de Chabot (1616 - 1655), mari de la précédente
- Louis Ier de Rohan-Chabot (1652 - 1727), fils du précédent
- Louis II de Rohan-Chabot (1679-1738), fils du précédent
- Louis-Marie-Bretagne de Rohan-Chabot (1710-1791), fils du précédent.

Le 4 août 1789, l'Assemblée nationale constituante abolit la féodalité et le système seigneurial. Les anciens seigneurs conservent cependant la propriété des bâtiments, notamment le château, et des terres de la réserve seigneuriale. Les tenures paysannes restent astreintes (au nom du droit de propriété) au paiement de redevances jusqu'à leur abolition par la Convention en 1794.

## Le château et les terres de l'ancienne seigneurie de Blain après 1789
Louis-Antoine de Rohan-Chabot (1733-1807), cousin et héritier de Louis-Marie-Bretagne, vend en 1802 ses propriétés de Blain au vicomte de Janzé, riche banquier parisien. Celui-ci fait des dépenses considérables pour réparer certaines parties du château.
Son fils (nom à préciser) vend le château et la forêt en 1882 à un certain M? Hardy qui, dix ans plus tard, les revend au baron Jules Baillardel de Lareinty, marquis de Tholozan.
Au cours de la Première Guerre mondiale, l'armée américaine envisage d'acheter le domaine[réf. nécessaire].
En 1918, il est acheté par Marie Bonaparte (1882-1962), épouse du prince Georges de Grèce (1859-1957), frère du roi de Grèce Constantin Ier.
Par la suite, le domaine est revendu, d'une part à des acheteurs privés, d'autre part à la commune de Blain qui acquiert les partis classées, notamment le château.